# Cubalhão
Cubalhão is een plaats (freguesia) in de Portugese gemeente Melgaço en telt 209 inwoners (2001).

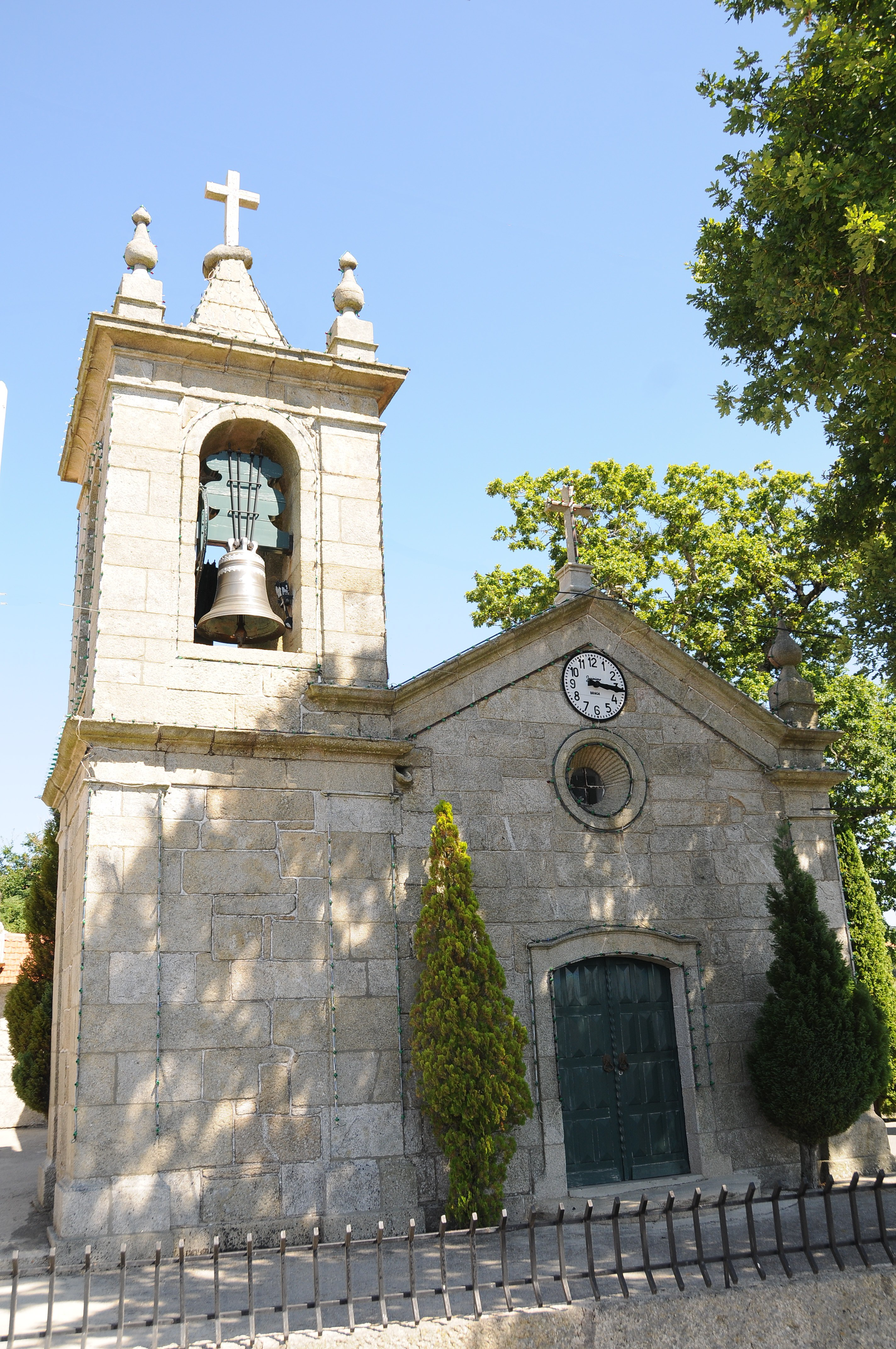